# ブジュンブラ近郊県
ブジュンブラ近郊県（ブジュンブラきんこうけん、ルンディ語: IProvense ya Bujumbura Rural、フランス語: Province de Bujumbura rural、英語: Bujumbura Rural Province）は、かつてブルンジに存在した県。首都ブジュンブラを取り囲むように県域が広がっている。県都は2015年まではブジュンブラ、2015年以降はイサレ。元大統領のシプリアン・ンタリャミラはこの県の出身である。

## 隣接する県
- ブバンザ県
- ムランヴィヤ県
- ムワロ県
- ブルリ県
- ルモンゲ県
- 南キヴ州

## 歴史
1991年11月8日、ブジュンブラ県は分割され、ブジュンブラ近郊県とブジュンブラ・メリー県が誕生した。
2015年3月26日、県南部にあったブガラマ郡、ムフタ郡が分離し、新設されたルモンゲ県に統合された。
2025年7月4日、周辺の県と合併しブジュンブラ県の一部となった。

## 下位行政区画
ブジュンブラ近郊県はムゴンゴ＝マンガ、イサレ、ムティムブジ、カニョシャ、カベジ、ムフタ、ニャビラバ、ムキケ、ムティムビの9つのコミューンに分かれていた。